# Lukas Weißhaidinger
Lukas Weißhaidinger (Schärding, 20 de fevereiro de 1992) é um atleta do lançamento de disco austríaco, medalhista olímpico.
Em sua infância, Weißhaidinger competiu na ginástica, mas abandonou esse esporte depois de atingir uma altura elevada e, por consequência, preferir se concentrar no atletismo. Em 2011, ele estabeleceu recordes juniores austríacos tanto no arremesso como no disco. Nos Jogos Olímpicos de Verão de 2020, conquistou a medalha de bronze no lançamento de disco com uma marca de 67,07 m.